# Ernst Freiherr Stromer von Reichenbach

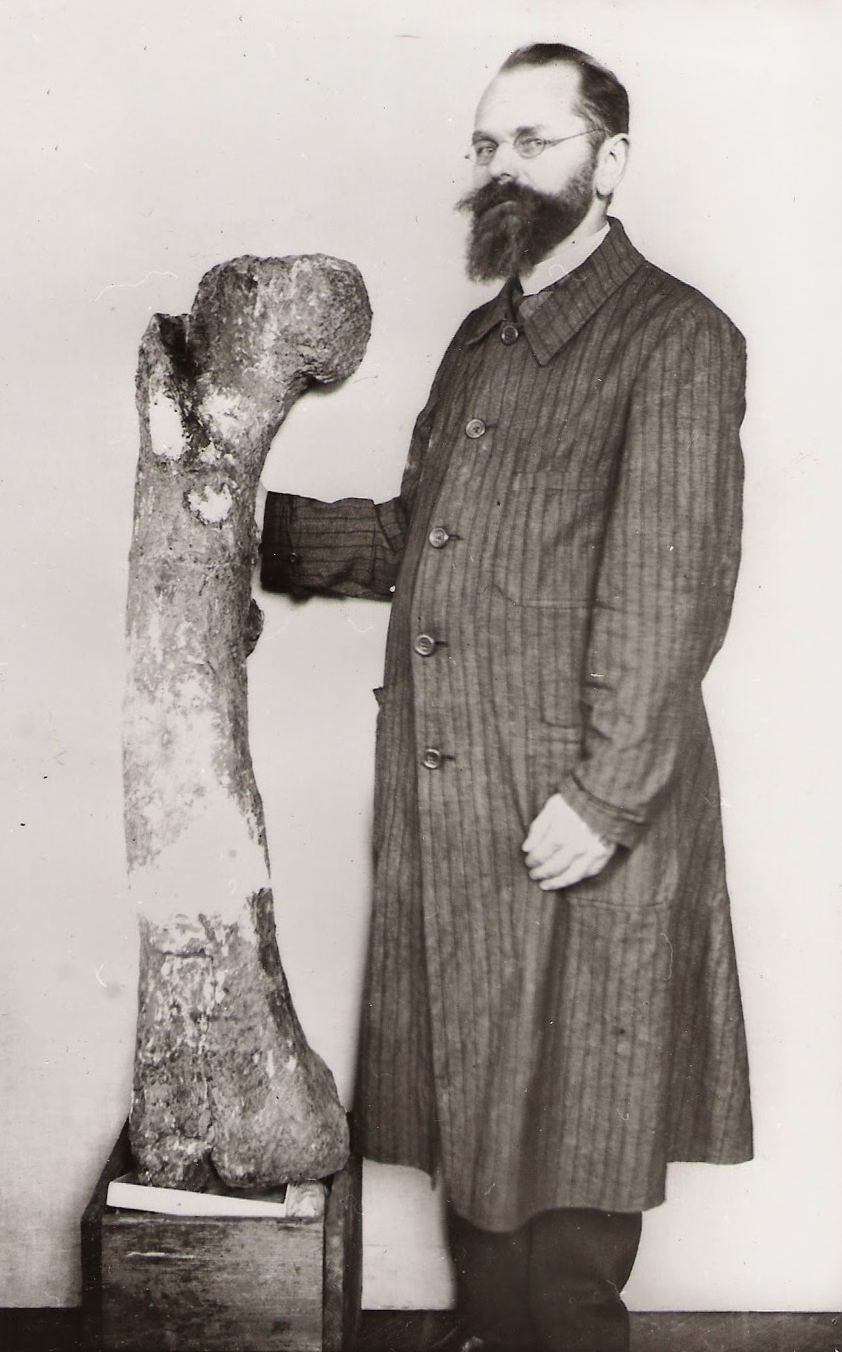
Ernst Stromer (ca. 1914)

Karl Heinrich Ernst Freiherr Stromer von Reichenbach (* 12. Juni 1871 in Nürnberg; † 18. Dezember 1952 in Erlangen) war ein deutscher Paläontologe und einer der bedeutendsten Dinosaurier-Forscher.

## Herkunft
Ernst Stromer von Reichenbach gehört einem Adelsgeschlecht an, das im Mittelalter zu den wichtigsten Patrizierfamilien der Reichsstadt Nürnberg gehörte. Sein Vater war der Nürnberger Bürgermeister Otto Stromer von Reichenbach, sein Bruder der Geschichtsphilosoph Friedrich Stromer von Reichenbach. Einige Mitglieder der Familie Stromer (vorher auch Stromair und Stromeyer) fungierten als Vorderster Losunger (Verwalter der städtischen Steuern) und Bürgermeister von Nürnberg. Die Familie war seit ihrer Einwanderung nach Nürnberg mit Unterbrechungen im 16. und 17. Jh. im „Inneren Rat“ von Nürnberg vertreten. Ulman Stromer (1329–1407) schrieb das früheste Werk der Nürnberger Geschichtsschreibung und gründete und betrieb die erste Papiermühle Deutschlands. Sein Halbbruder Peter Stromer erfand 1368 die Nadelwaldsaat, durch die es zum ersten Mal in der Forstwirtschaft gelang, planmäßig und in großem Ausmaß Wald anzusäen. Ab 1754 gehörte der Familie Stromer das Schloss Grünsberg in Mittelfranken.

## Werdegang
Während seines Studiums wurde Ernst Stromer von Reichenbach Mitglied des AGV München. Er machte sich um die Erforschung fossiler Wirbeltiere verdient. Er wirkte in Leiden/Holland (1897 Konservator an der Geologisch-Mineralogischen Abteilung des Reichsmuseums für Naturkunde (Rijksmuseum voor Natuurlijke Historie)) und in München (1901 Habilitation, 1908 außerordentlicher Professor, 1928 Hauptkonservator und Abteilungsleiter sowie 1930 Abteilungsdirektor an der „Bayerischen Staatssammlung für Paläontologie und historische Geologie“, 1921 Honorarprofessor). 1916 wurde er zum außerordentlichen Mitglied der Bayerischen Akademie der Wissenschaften gewählt, 1921 wurde er ordentliches Mitglied der Mathematisch-physikalischen Klasse. Stromer war seit 1920 verheiratet und hatte drei Söhne, von denen zwei im Zweiten Weltkrieg als Soldaten fielen, während der dritte Sohn 1950 aus sowjetischer Gefangenschaft zurückkehrte.

## Wissenschaftliche Leistungen

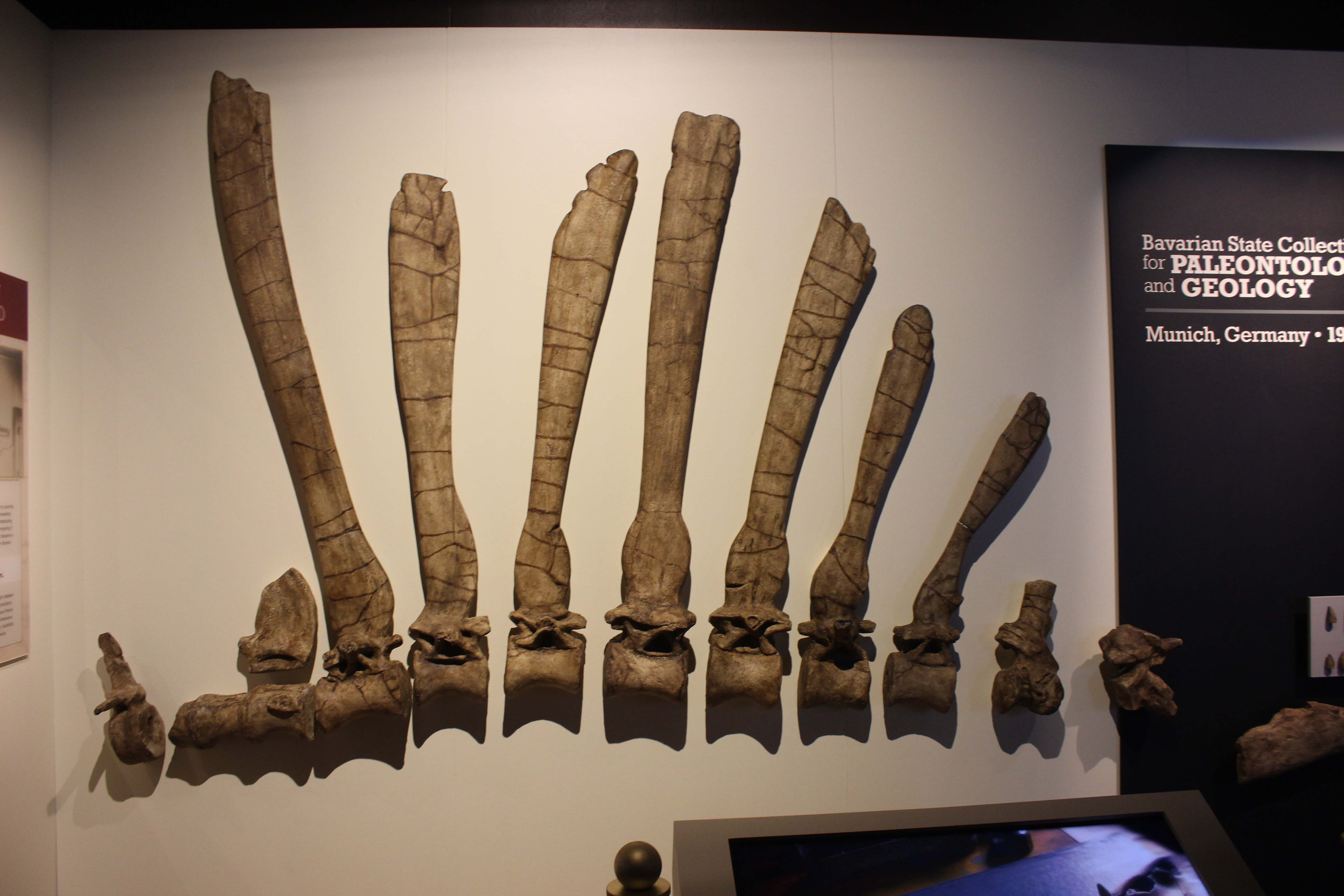
Reproduktion von Stromers Spinosaurus

Ernst Stromer von Reichenbach kam im Winter 1901/1902 erstmals nach Ägypten. Weitere Ägypten-Expeditionen folgten in den Wintern 1903/1904 und 1910/1911. Zwischen 1911 und 1914 entdeckte das Grabungsteam von Stromer in der ägyptischen Bahariyya-Oase in der Sahara fossile Reste dreier fleischfressender theropoder Dinosaurier: Bahariasaurus, Carcharodontosaurus und Spinosaurus. 1912 fand der für Stromer arbeitende österreichische Fossiliensammler Richard Markgraf Knochenreste des pflanzenfressenden „Elefantenfuß-Dinosauriers“ (Sauropoden) Aegyptosaurus. Stromer beschrieb Spinosaurus (Dornen-Echse) 1915, Carcharodontosaurus (wegen der Ähnlichkeit der Zähne mit denen des riesigen Haifisches Carcharodon) 1931, Aegyptosaurus (Ägyptische Echse) 1932 und Bahariasaurus 1934 (Echse aus Bahariyya).
Die Originalfunde der von Ernst Stromer von Reichenbach erstmals wissenschaftlich beschriebenen Dinosaurier aus Ägypten wurden während des Zweiten Weltkrieges im April 1944 bei einem Bombenangriff der Alliierten auf München zerstört. Der Leiter des Museums Alte Akademie, in dem diese bedeutenden Fossilien aufbewahrt wurden, hatte Stromers Wunsch, diese Dinosaurier an einem sicheren Platz aufzubewahren, ignoriert.

## Ehrungen
Die Paläontologische Gesellschaft hat im Jahr 1942 Reichenbach zum Ehrenmitglied ernannt.
Im Jahr 2000 ehrte der amerikanische Doktorand Joshua Smith den deutschen Forscher, indem er den – nach Argentinosaurus – weltweit zweitgrößten Dinosaurier als Paralititan stromeri (Paralititan = „Gezeiten-Riese“) bezeichnete. Fossile Reste dieser nahezu 30 Meter langen und schätzungsweise bis zu 100 Tonnen schweren Art waren in Ägypten nahe der Fundstelle entdeckt worden, an der Stromer Aegyptosaurus geborgen hatte.

## Dokumentarfilm
In einem 2014 vom ZDF gesendeten Dokumentarfilm wurde der große Beitrag von Ernst Stromer von Reichenbach für die paläontologische Forschung gewürdigt.
Dank der exakten Aufzeichnungen von Ernst Stromer von Reichenbach – die vom Paläontologen Nizar Ibrahim auch im Schloss Grünsberg gesichtet wurden – konnten seine Erkenntnisse trotz der vernichteten Originalfunde in ein digitales Skelettmodell des Spinosaurus einfließen. Sie trugen wesentlich zur Klärung des skurrilen Aussehens und der Lebensweise des Spinosaurus bei. Durch diese neuen Forschungsergebnisse konnte nach einem Jahrhundert auch das Stromersche Rätsel gelöst werden, nämlich die Frage, wie im gleichen Ökosystem neben dem Spinosaurus noch weitere große Dinosaurier existieren konnten (siehe Spinosaurus, Abschnitt Entdeckungsgeschichte und Funde).

## Schriften
- Lehrbuch der Paläozoologie. I. Teil: Wirbellose Tiere. 342 Seiten, 398 Abbildungen, Druck und Verlag von B. G. Teubner, Leipzig und Berlin 1909
- Lehrbuch der Paläozoologie. II. Teil: Wirbeltiere. 325 Seiten, 234 Abbildungen, Druck und Verlag von B. G. Teubner, Leipzig und Berlin 1912
- Die Topographie und Geologie der Strecke Gharaq-Baharije nebst Ausführungen über die geologische Geschichte Ägyptens. München: Akademie, 78 S. (Abhandlungen der Königlich-Bayerischen Akademie der Wissenschaften: Mathematisch-physikalische Klasse) 1914 [Ergebnisse der Forschungsreisen Prof. E. Stromers in den Wüsten Ägyptens]
- Weitere Bemerkungen über die ältesten bekannten Wirbeltier-Reste, besonders über die Anaspida. Sitzungsberichte der Bayerischen Akademie der Wissenschaften, Math.-naturwiss. Abteilung. München: Verlag der Bayer. Akademie der Wissenschaften, S. 83–104, 1926
- Gesicherte Ergebnisse der Paläozoologie. Vorgelegt am 5. März 1943. München: Verlag der Bayerischen Akademie der Wissenschaften, 114 S. (Abhandlungen der Bayerischen Akademie der Wissenschaften: Mathematisch-naturwissenschaftliche Abteilung) 1944
- Ergebnisse der Forschungsreisen Prof. E. Stromers in den Wüsten Ägyptens. VII. Baharije-Kessel und -Stufe mit deren Fauna und Flora. Eine ergänzende Zusammenfassung. In: Abhandlungen der Bayerischen Akademie der Wissenschaften. Nr. 33. München 1936 (zobodat.at [PDF]).